# Жеремі Гіємено
Жеремі Гіємено (фр. Jérémy Guillemenot, нар. 6 січня 1998, Женева) — швейцарський футболіст, нападник клубу «Серветт».

## Клубна кар'єра
Народився 6 січня 1998 року в місті Женева. Розпочав займатись футболом в академії клубу «Уранія Женева Спорт», а 2008 року потрапив до футбольної школи «Серветта». Дорослу футбольну кар'єру розпочав 2014 року в основній команді того ж клубу, в якій провів два сезони, взявши участь у 25 матчах чемпіонату.
Влітку 2016 року Гіємено переїхав до Іспанії, щоб приєднатися до «Барселона», де спочатку грав за команду U-19, в тому числі брав участь у Юнацькій лізі УЄФА 2016/17, дійшовши до півфіналу. У вересні 2016 року він дебютував за резервну команду «Барселона Б» в Сегунді B, вийшовши на заміну замість Хесуса Альфаро на 72-й хвилині в матчі проти «Алькояно» (2:3), забивши гол. Загалом за дублерів «Барселони» він провів 2 матчі й допоміг їй вийти до Сегунди в кінці сезону. У вересні 2017 року Гіємено було віддано в оренду у «Сабадель», за який він зіграв 23 матчі в третьому дивізіоні Іспанії в сезоні 2017/18, забивши один гол.
25 липня 2018 року він приєднався до віденського «Рапіда», підписавши однорічну угоду. Дебютував занову команду 9 серпня 2018 року у кваліфікаційному матчі Ліги Європи проти словацького «Слована» (2:1). У австрійській Бундеслізі дебютував 12 серпня 2018 року у матчі проти «Вольфсбергера» (0:0), але загалом зіграв лише 3 гри у чемпіонаті до кінця року, тому 30 січня 2019 року повернувся на батьківщину, підписавши контракт з «Санкт-Галленом». Відіграв за команду із Санкт-Галлена наступні чотири сезони своєї ігрової кар'єри. Більшість часу, проведеного у складі «Санкт-Галлена», був основним гравцем атакувальної ланки команди.
У червня 2023 року Гіємено повернувся до складу рідного клубу «Серветт», підписавши трирічний контракт. У першому ж сезоні з командою він став володарем Кубка Швейцарії. Станом на 15 червня 2025 року відіграв за женевську команду 60 матчів у національному чемпіонаті.

## Виступи за збірні
2012 року дебютував у складі юнацької збірної Швейцарії (U-15), за яку провів два матчі і надалі грав за усі інші юнацькі команди аж до 20 років включно. Загалом на юнацькому рівні взяв участь у 40 іграх, відзначившись 16 забитими голами.
Протягом 2018—2021 років залучався до складу молодіжної збірної Швейцарії. На молодіжному рівні зіграв у 17 офіційних матчах, забив 4 голи.

## Титули і досягнення
- Володар Кубка Швейцарії (1):

«Серветт»: 2023/24